# Parque nacional Cozia
El parque nacional Cozia (en rumano: Parcul Naţional Cozia) se encuentra en Rumania, en la parte noreste de Distrito de Vâlcea, en el territorio administrativo de las localidades Racovita, Perişani y Olăneşti Băile. 
El parque nacional está ubicado en el centro sur de los Cárpatos del Sur, en las montañas del sureste de Lotru y al este de las Montañas Căpăţânii en el curso medio del río Olt.
El parque nacional Cozia cuenta con una superficie de 17.100 hectáreas, fue declarado área natural protegida por la Ley Número 5, del 6 de marzo de 2000 (publicada en el Libro Oficial de Rumania, No. 152 el 12 de abril de 2000), y representa una zona montañosa con flora y fauna específica de los Cárpatos del Sur.